# Lathyrus heterophyllus
Espèce
Statut de conservation UICN

 LC  : Préoccupation mineure
Lathyrus heterophyllus, la Gesse hétérophylle, est une espèce de plantes à fleurs de la famille des Fabaceae. C'est un plante herbacée.

## Statut de protection
L'espèce est protégée en Franche-Comté.